# Naundorf (Struppen)
Naundorf ist ein Ortsteil von Struppen im Landkreis Sächsische Schweiz-Osterzgebirge in Sachsen.

## Geographie

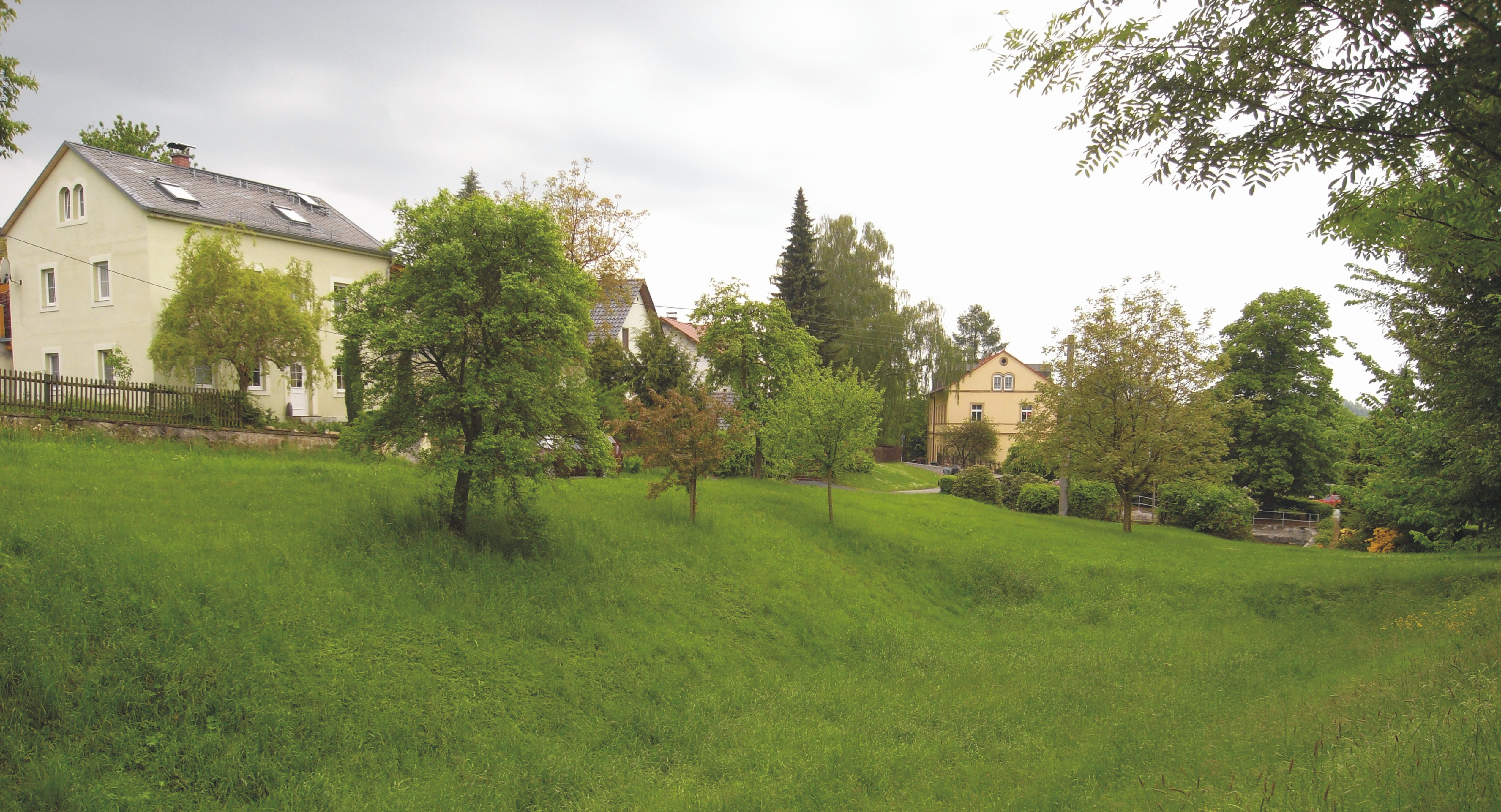
Ortsansicht von Naundorf

Naundorf liegt südöstlich der sächsischen Landeshauptstadt Dresden in der Sächsischen Schweiz. Es liegt im Norden der Struppener Ebenheit, unmittelbar am Steilhang ins Tal der Elbe. Der Dorfkern liegt an der Quellmulde eines kurzen, tief eingeschnittenen Stichtals. Im Osten der Flur befinden sich zwei für das Elbsandsteingebirge typische Tafelberge: Der Kleine Bärenstein ist 338 Meter hoch, der Große Bärenstein hat zwar ein ausladenderes Plateau, ist mit 327 Metern Höhe aber der niedrigere. Die Fluren um Naundorf werden größtenteils landwirtschaftlich genutzt, das Gebiet um die beiden Bärensteine und in Richtung des weiter nordöstlich gelegenen Rauensteins ist bewaldet. Am Steilhang befinden sich alte Sandsteinbrüche.
Der nächste Ort ist Pötzscha, der unmittelbar nördlich angrenzende linkselbische Ortsteil von Stadt Wehlen. Struppen mit seinem Ortsteil Kleinstruppen ist südwestlich benachbart sowie die Struppener Ortsteile Thürmsdorf südöstlich und Weißig östlich. Am westlichsten Punkt Naundorfs treffen im Uhrzeigersinn die Gemarkungen Pötzscha, Naundorf, Struppen und Obervogelgesang (östlichster Stadtteil der Kreisstadt Pirna) aufeinander. Die wichtigste Straße im Ort ist die Wehlener Straße, die als Kreisstraße 8733 Struppen mit Naundorf verbindet und schließlich unter dem Namen Robert-Sterl-Straße nach Pötzscha weiterführt. Über die Wehlener Straße ist Naundorf an das Busnetz des Regionalverkehrs Sächsische Schweiz-Osterzgebirge (RVSOE) angeschlossen. Die übrigen Straßen im Ort heißen Am Bärenstein (Dorfkern), St.-Ursula-Weg, Borngasse, Lindenweg und Am Steinhübel. Mit dem Malerweg verläuft eine bedeutende Wanderroute durch Naundorf.

## Geschichte

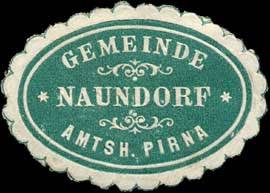
Siegelmarke der Gemeinde Naundorf

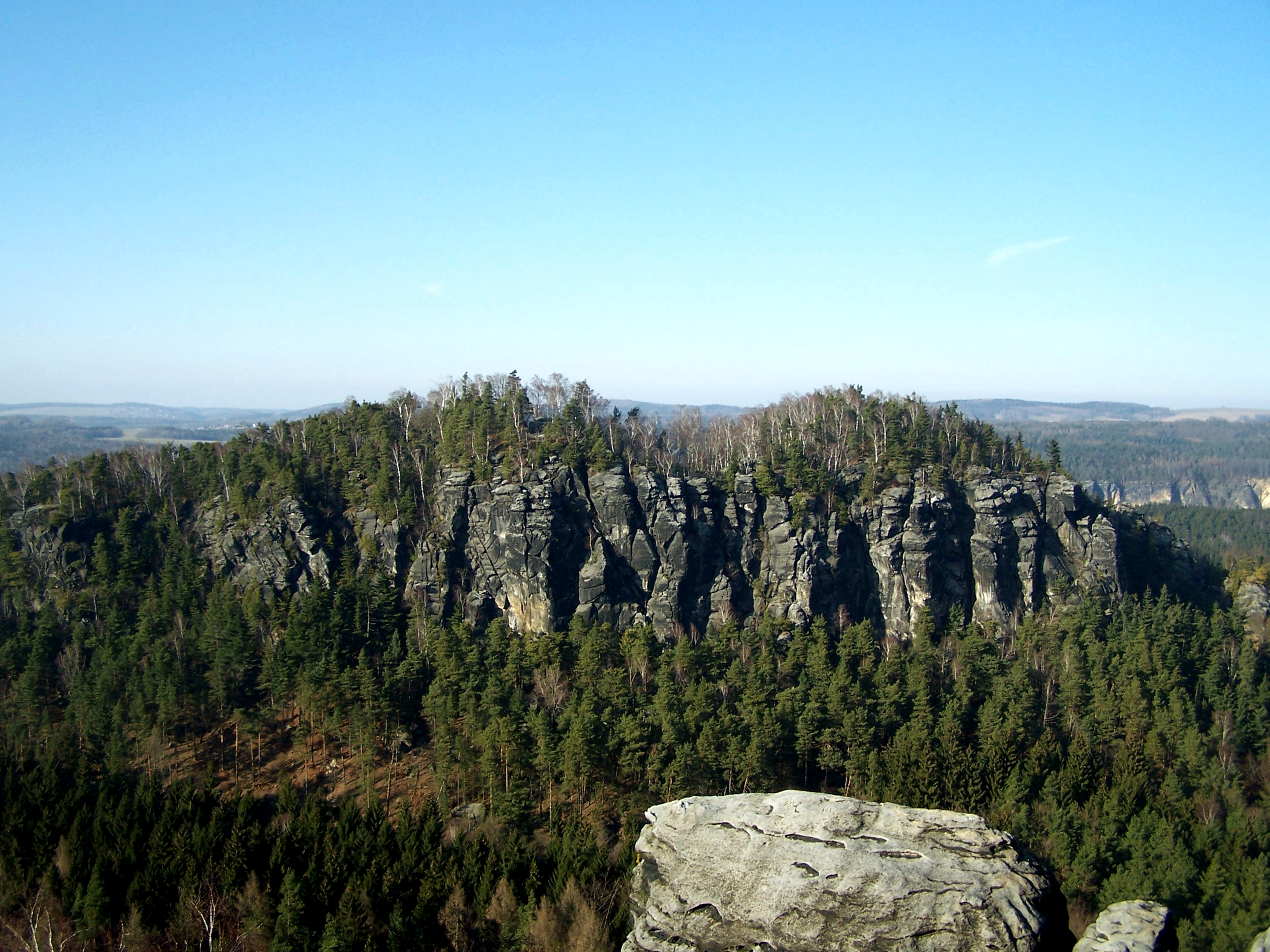
Blick vom Kleinen Bärenstein zum Großen Bärenstein

Erstmals erwähnt wurde der Ort in einem 1420 an Friedrich von Rottwerndorf gerichteten Lehnsbrief als „Nuwendorff“. Ebenfalls im 15. Jahrhundert finden sich die Schreibweisen „Nuwendorffchein“, „Nuendorff“ und „Nawendorff“. Im 16. Jahrhundert sind dann „Newendorff“, „Neudorff“, „Naundorff“ und „Nheundorff“ belegt. Der Ortsname ist deutschen Ursprungs und bedeutet „neues Dorf“. Allein in Sachsen gibt es rund 40 gleichnamige Orte – zur besseren Unterscheidung teils mit lagebezogenen Zusätzen wie z. B. bei Obernaundorf –, bei denen sich statt „Neu-“ das im Ostmitteldeutschen charakteristische „Nau-“ zeigt. Im Jahr 1875 wird der Ort als „Naundorf bei Pirna“ bezeichnet. Größte Verwechslungsgefahr bestand in der Historie jedoch nicht mit einem anderen Naundorf, sondern mit dem nur fünf Kilometer südwestlich im Tal der Gottleuba gelegenen Neundorf, das heute zu Pirna gehört.
Naundorf dürfte im 14. Jahrhundert als Waldhufendorf entstanden sein. Eingepfarrt war und ist der Ort ins benachbarte Struppen. Grundherrschaftlich unterstand Naundorf vom 16. bis ins 19. Jahrhundert dem Rittergut Kleinstruppen. Die Verwaltung oblag zunächst der Pflege Königstein, anschließend dem Amt Pirna. Auf Grundlage der Landgemeindeordnung von 1838 erlangte Naundorf seine Selbstständigkeit als Landgemeinde. Neben Bauern und ihrem Gesinde zählten in dieser Zeit auch Bauern und Steinbrecher zu der Einwohnerschaft. Zu Naundorf gehörte zudem das im 19. Jahrhundert errichtete, nicht erhalten gebliebene Berggasthaus auf dem Kleinen Bärenstein. Seit 1875 war der Ort Teil der Amtshauptmannschaft Pirna, die 1939 in Landkreis Pirna umbenannt wurde. Am 2. März 1945 wurden bei einem alliierten Luftangriff elf Scheunen und neun Wohngebäude auf der Südseite des Ortes schwer beschädigt oder zerstört, bis 1947 jedoch größtenteils wiederhergestellt. Ab 1952 gehörte Naundorf dem Kreis Pirna an. Am 1. Januar 1994 schloss sich die Gemeinde mit ihrer 348 Hektar großen Flur mit Struppen und Thürmsdorf zur Gemeinde Struppen zusammen.
Als besondere Sehenswürdigkeit galt die Schlangenkiefer östlich des Ortes und nördlich des Großen Bärensteins. Dabei handelte es sich um eine Waldkiefer, deren Stamm sich um eine Hänge-Birke rankte. Sie ist nicht erhalten.

## Einwohnerentwicklung
| Jahr    | Einwohner                     |
| ------- | ----------------------------- |
| 1548/54 | 20 besessene Mann, 6 Inwohner |
| 1764    | 20 besessene Mann, 7 Gärtner  |
| 1834    | 229                           |
| 1871    | 351                           |
| 1890    | 364                           |
| 1910    | 333                           |
| 1925    | 338                           |
| 1939    | 451                           |
| 1946    | 587                           |
| 1950    | 563                           |
| 1964    | 518                           |
| 1990    | 375                           |

## Robert-Sterl-Haus

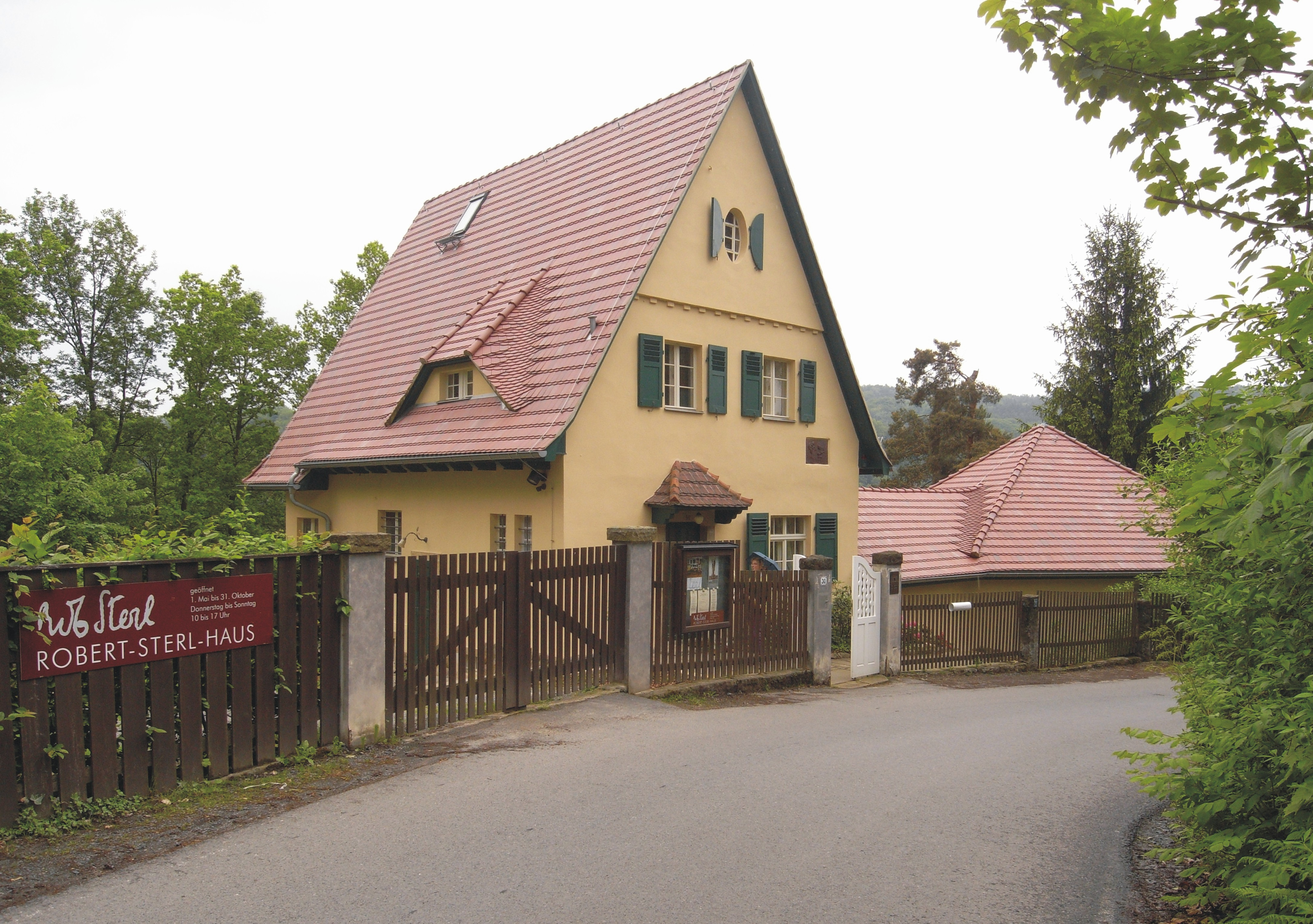
Einstiges Wohnhaus von Robert Sterl, heute Museum

In einem Haus einer kleinen Häusergruppe oberhalb von Pötzscha lebte längere Zeit der impressionistische Maler Robert Sterl (1867–1932), der durch seine „Steinbrecher-Bilder“ berühmt wurde. Sein ehemaliges Wohngebäude unmittelbar südlich der Pötzschaer Flurgrenze ist das museal eingerichtete Robert-Sterl-Haus, in dem zahlreiche Bilder und Ateliergegenstände ausgestellt sind.

## Caritasheim und Familienferienstätte St. Ursula
In Naundorf liegt direkt am Berghang der Pilger- und Wallfahrtsort St. Ursula. Die Einrichtung der Schönstattbewegung und ist eine von den Schönstätter Marienschwestern geleitete Familienferienstätte, die im Bistum Dresden-Meißen liegt und dem Caritasverband angehört. Benannt nach der Hl. Ursula von Köln, bietet sich von dem Gelände aus ein Blick über die Elbe und die Sandsteinfelsen sowie auf die im engen Tal liegende Stadt Wehlen. Bemerkenswert sind der gotische Flügelaltar und eine aus dem Jahr 1781 stammende Bronzeglocke. Für viele Christen in der ehemaligen DDR war St. Ursula nicht nur ein Ort zum Auftanken, zur Ruhe und Erholung; es verfügte auch über ein reichhaltiges Bildungsangebot.